# Rudolf Spengler (Offizier)
Rudolf Pieter Cornelis Spengler (* 14. Januar 1875 in Breda; † 10. März 1955 in Den Haag) war ein niederländischer Marineoffizier. Bekannt ist er vor allem wegen der Erfindung einer Rotor-Chiffriermaschine, die als frühe Vorläuferin der späteren Enigma-Maschine der deutschen Wehrmacht angesehen wird.

## Leben
| Datum        | Dienstgrad           |
| ------------ | -------------------- |
| 1. Sep. 1891 | Seekadett            |
| 2. Aug. 1899 | Leutnant zur See     |
| 6. Okt. 1910 | Oberleutnant zur See |

Seine militärische Laufbahn begann am 1. September 1891 mit Eintritt in das niederländische Koninklijk Instituut voor de Marine (Königliches Institut der Marine) in Den Helder, das er zusammen mit seinem zukünftigen Ko-Erfinder Theo van Hengel (1875–1939) besuchte. Danach, ab 3. September 1895, fuhren beide auf der Zr. Ms. Van Speijk, einem niederländischen Schiff der Atjeh-Klasse. Damit gelangten sie nach Niederländisch-Ostindien (heute Indonesien) und kamen von dort im Jahr 1896 in die Niederlande zurück. Im November 1897 fuhr Spengler erneut nach Batavia (damals Hauptstadt von Niederländisch-Ostindien, heute Jakarta) und diente dort mehr als zehn Jahre lang auf verschiedenen niederländischen Kriegsschiffen.

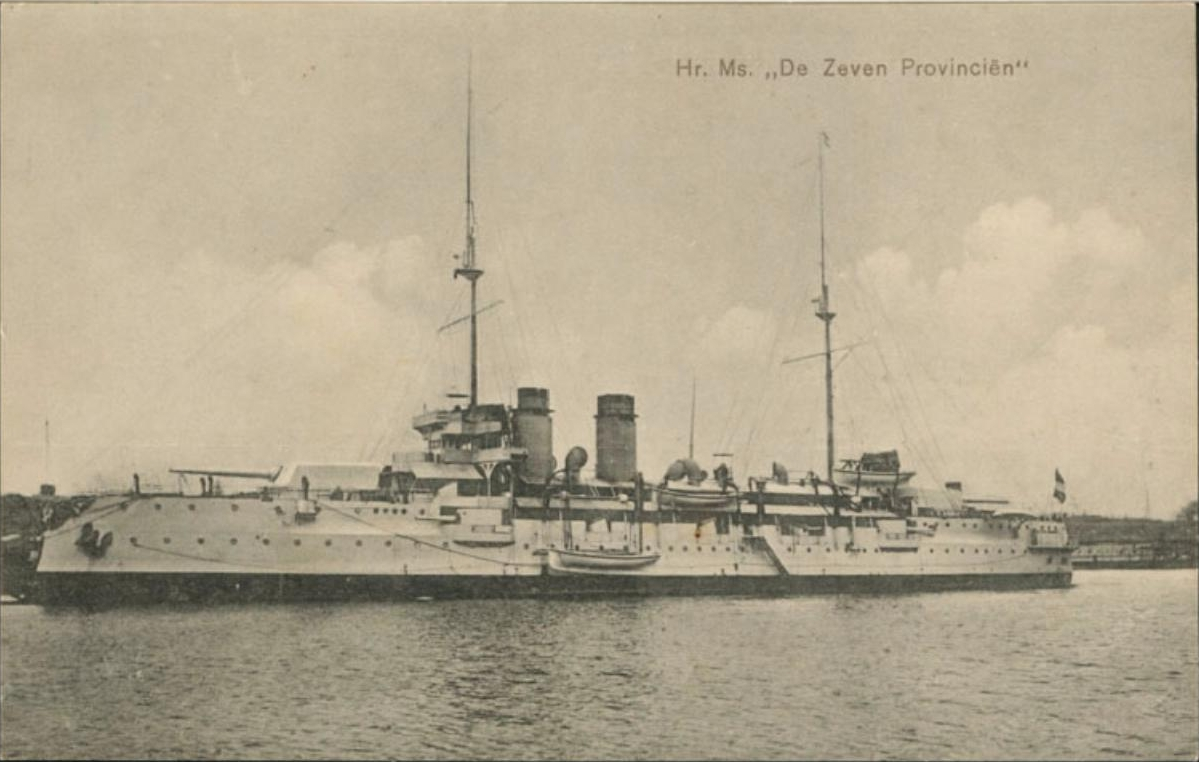
Das Schiff, auf dem 1915 seine Chiffriermaschine getestet wurde.

Im Jahr 1909 kehrte er in die Niederlande zurück und heiratete am 2. September 1910 in Amsterdam Suze Ludwig. Im Jahr 1913 ging es wieder nach Batavia. Kurz darauf brach der Erste Weltkrieg aus. Zwar waren die Niederlande neutral, dennoch war es erforderlich, strategische Botschaften beispielsweise von Ostindien ins Mutterland zu verschlüsseln. Diese Notwendigkeit veranlasste ihn und seinen Offiziers-Kameraden Hengel im Jahr 1915 noch in Batavia eine Rotor-Chiffriermaschine zu erfinden. Ein Prototyp wurde noch im Sommer desselben Jahres auf dem Flaggschiff De Zeven Provinciën getestet. Diese Schlüsselmaschine gilt heute als erste ihrer Art und als eine frühe Vorläuferin der deutschen Enigma-Maschine. Den beiden Erfindern, als Offizieren der niederländischen Marine, wurde jedoch nicht gestattet, ihre Erfindung zum Patent anzumelden.
Im Jahr 1916 kehrte er in die Niederlande zurück, lebte kurze Zeit in Middelburg und ab 1918 in Vlissingen. Nach dem Krieg, am 15. August 1919 erhielt er das Kommando über das Wachschiff Vlissingen und am 21. Oktober 1921 über das Panzerschiff De Zeven Provinciën. Nachdem er Anfang 1923 sein Kommando abgegeben hatte, trat er am 16. Juni desselben Jahres ehrenhaft aus der Marine aus. Er starb im Alter von 80 Jahren.